# Perizoma tenuisecta
Perizoma tenuisecta är en fjärilsart som beskrevs av Louis Beethoven Prout 1934. Perizoma tenuisecta ingår i släktet Perizoma och familjen mätare. Inga underarter finns listade i Catalogue of Life.